# غولاغا مامادوف
غولاغا أللاهفيردي أوغلو مامادوف (بالأذرية: Gülağa Məmmədov) (28 يونيو 1925، منطقة لنكران - 7 يونيو 1994، باكو) - مغني أذربيجاني شهير، فنان الشعب في جمهورية أذربيجان الاشتراكية السوفيتية. 

## سيرته الذاتية ومشواره المهنية
ولد غولاغا مامادوف في 28 يونيو عام 1925 في مقاطعة كيشيك بازار في منطقة لنكران في عائلة فقيرة. تخرج من أكاديمية باكو للموسيقى. 
تلقى تعليمه أساسيات الموسيقى من بولبول وأساسيات الموغام من حسينقولو سارابسكي.
منذ 1938 بدأ نشاته الموسيقى بعد لقائه مع أوزيير حاجيبيوف، وقبلها قمت بأداء الآريا كيروغلو.
منذ عام 1940، غولاغا مامادوف هو أحد المشاركين في الفرقة بقيادة سعيد رستاموف. ومن 1952 إلى 1994 هو المغني الرئيسي في فرقة الآلات الشعبية لسعيد روستاموف التابعة لأوركسترا غوستليراديو في أذربيجان. 
توفي غولاغا مامادوف في 7 يونيه عام 1994، عن عمر 69 عاما، نتيجة نوبة قلبية.
في عام 2002 تم إنتاج فيلم وثائقي «غولاغا مامادوف» من قبل مخرج إلشان موساؤغلو.

## الجوائز
فنان الشعب في جمهورية أذربيجان الاشتراكية السوفيتية (1982)

## الوصلات الخارجية
https://www.youtube.com/watch?v=zpp1ly7XSzw
https://www.youtube.com/watch?v=Pt1Rk2SiajE